# Note der Achtundzwanzig

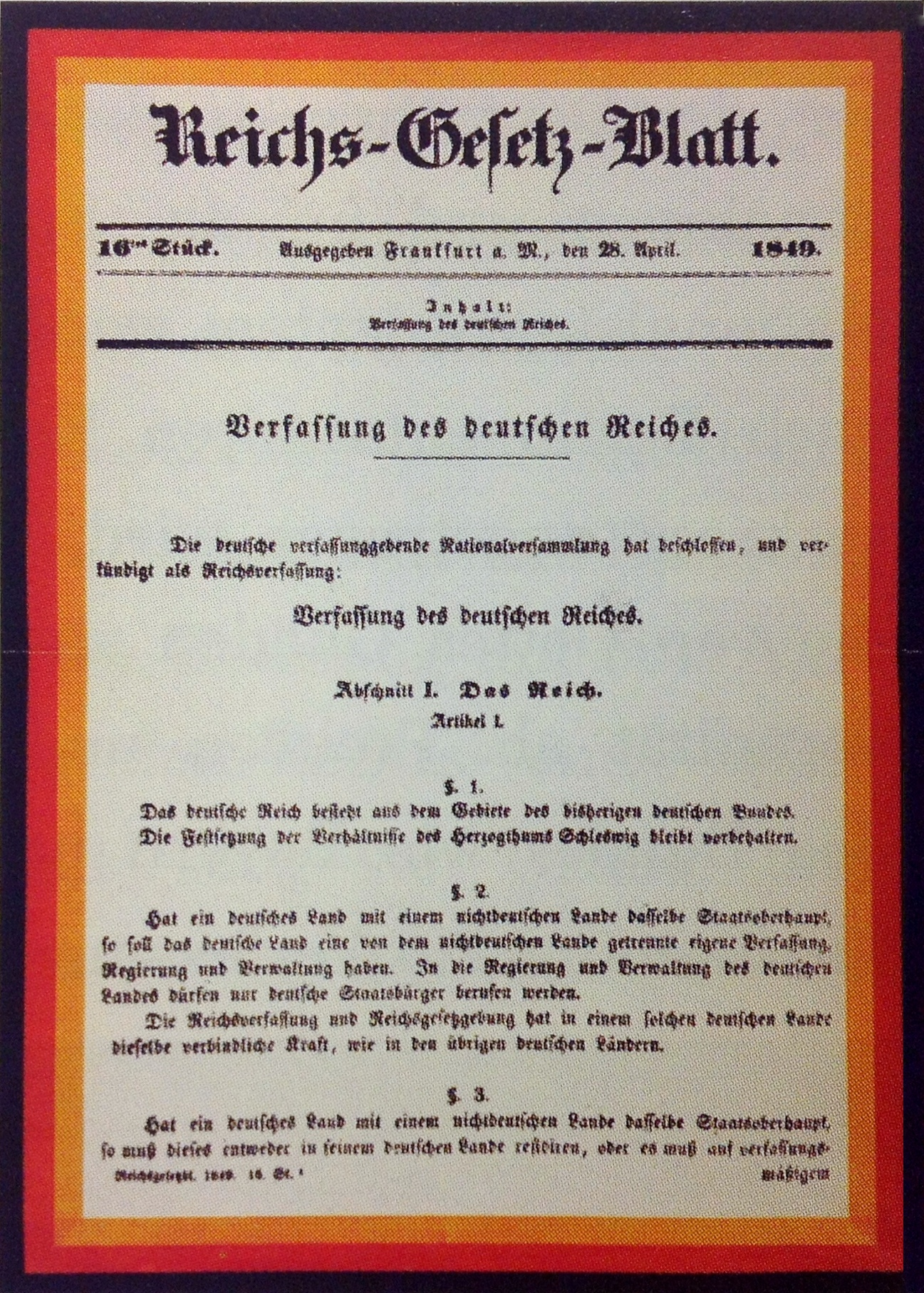
Reichsgesetzblatt mit der Frankfurter Reichsverfassung vom 28. März 1849

Die Note der Achtundzwanzig war eine Kollektivnote von 28 deutschen Regierungen, die die Frankfurter Reichsverfassung und die Wahl des preußischen Königs zum deutschen Kaiser anerkannten. Sie riefen Preußen auf, sich ihnen anzuschließen.
Die Note, also ein diplomatisches Schreiben, erschien am 14. April 1849. Damals hatte der preußische König Friedrich Wilhelm IV. bereits die Frankfurter Kaiserdeputation empfangen und die Krone für das Deutsche Reich noch nicht angenommen, sondern auf die nötige Zustimmung der übrigen Staaten verwiesen. Am 28. April lehnte der König die Krone endgültig ab.

## Inhalt

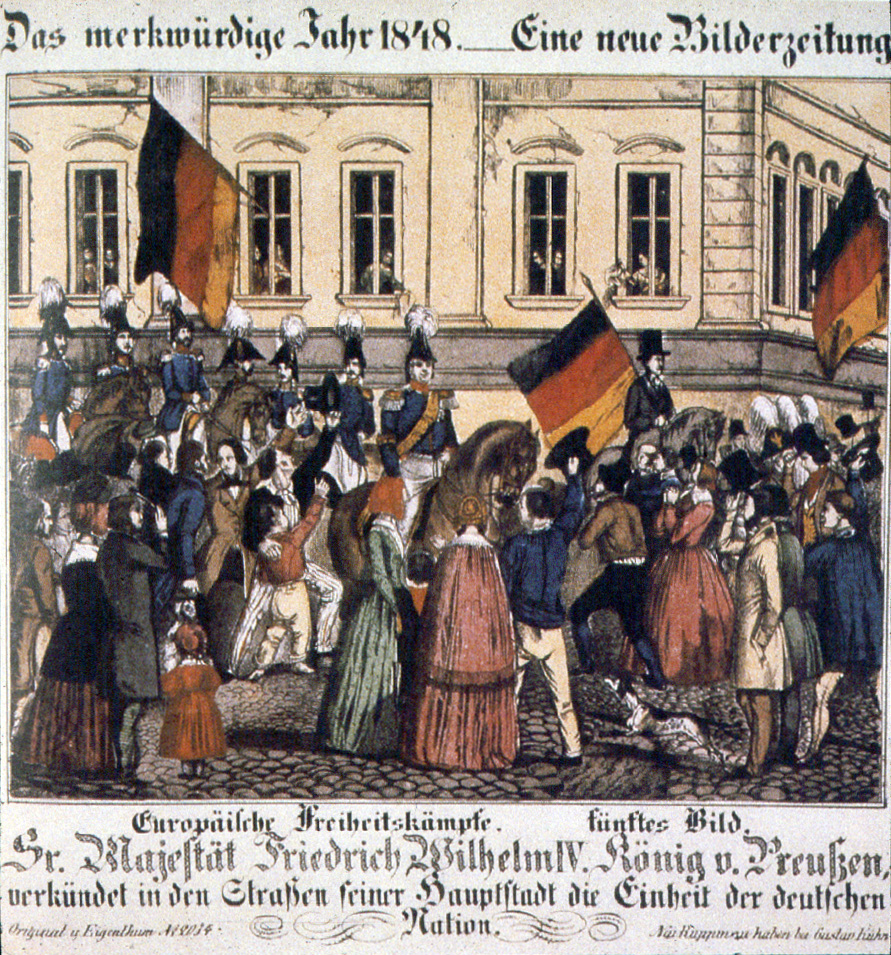
Friedrich Wilhelm IV. hatte im März 1848 versprochen, sich an die Spitze der nationalen Bewegung zu stellen. Im April 1849 jedoch lehnte er die Frankfurter Reichsverfassung und die Kaiserkrone ab.

Die Note bezieht sich auf die Zirkularnote des preußischen Außenministers vom 3. April 1849, in der die deutschen Staaten zu einer Stellungnahme aufgerufen worden waren. Die unterzeichnenden Regierungen, so behauptete nun die Note der Achtundzwanzig, hätten gesehen, dass der König von Preußen „geneigt“ sei, „an die Spitze des deutschen Bundesstaates zu treten“. Zu dieser Wahl der Reichsversammlung (d. h. der Frankfurter Nationalversammlung) gäben die Regierungen ihr Einverständnis.
Die 28 Staaten akzeptierten zudem die Reichsverfassung, auch wenn sie in einigen Punkten andere Ansichten hätten. Der preußische Standpunkt sei, dass die Verfassung zwischen der Reichsversammlung und den Staaten zu vereinbaren sei. Bliebe man aber konsequent bei diesem Standpunkt, würde man ein Resultat unmöglich machen. Auch hätten einzelne Staaten bereits zuvor die Beschlüsse der Reichsversammlung (Nationalversammlung) als verbindlich anerkannt. Ein weiterer Verzug der Annahme brächte das gemeinsame Vaterland in große Gefahren. Die Staaten erwarteten, dass Preußen daher denselben Grundsätzen folge wie sie.

## Beteiligte Staaten
Die achtundzwanzig Staaten waren:
- Großherzogtum Baden
- Kurfürstentum Hessen
- Großherzogtum Hessen

Die 28 Staaten in gelb sowie Württemberg und die revolutionär regierten Gebiete Sachsen, Pfalz und Holstein in orange

- Großherzogtum Sachsen-Weimar-Eisenach
- Großherzogtum Mecklenburg-Schwerin
- Großherzogtum Mecklenburg-Strelitz
- Großherzogtum Oldenburg
- Herzogtum Sachsen-Meiningen
- Herzogtum Sachsen-Altenburg
- Herzogtum Sachsen-Coburg-Gotha
- Herzogtum Braunschweig
- Herzogtum Lauenburg
- Herzogtum Holstein
- Herzogtum Anhalt-Dessau
- Herzogtum Anhalt-Bernburg
- Herzogtum Anhalt-Köthen
- Herzogtum Nassau
- Fürstentum Hohenzollern-Hechingen
- Fürstentum Hohenzollern-Sigmaringen
- Fürstentum Waldeck-Pyrmont
- Fürstentum Schwarzburg-Sondershausen
- Fürstentum Schwarzburg-Rudolstadt
- Fürstentum Reuß ältere Linie
- Fürstentum Reuß jüngere Linie
- Freie Stadt Frankfurt am Main
- Freie und Hansestadt Lübeck
- Freie und Hansestadt Bremen
- Freie und Hansestadt Hamburg

Diese deutschen Mittel- und Kleinstaaten akzeptierten also den Frankfurter Kompromiss von erblicher Monarchie und allgemeinem Wahlrecht. Ihr Motiv lag daran, dass ein Deutsches Reich ihnen dabei half, ihre eigene unsichere Existenz zu sichern, auch gegen den Druck ihrer Bevölkerungen. Nach einer gemeinsamen Konferenz der Bevollmächtigten der Landesregierungen mit dem Reichsministerium am 14. April in Frankfurt kam es dann zu der Note. Einige Bevollmächtigte waren selbst Abgeordnete der Nationalversammlung. Manche mussten ihre Bedenken zu inhaltlichen Punkten in der Verfassung zurückstellen, andere ihre Furcht vor Preußen, oder auch vor den eigenen Regierungen, weil eine klare Instruktion fehlte.

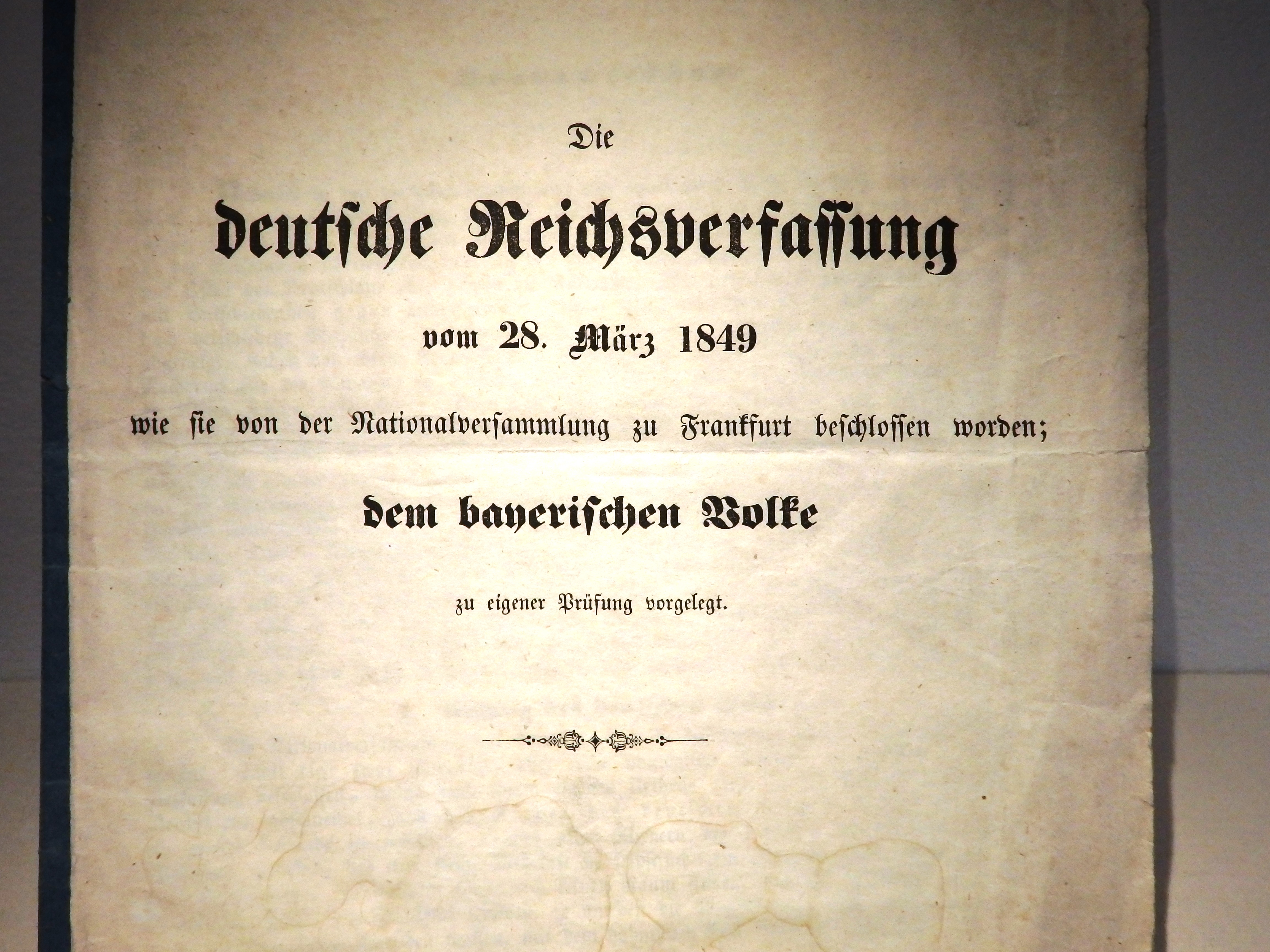
Vorlage der Reichsverfassung (Titelblatt) „dem bayerischen Volke zu eigener Prüfung vorgelegt“

Es fehlten aber die mächtigsten Staaten, nämlich (außer Österreich und Preußen) die vier Königreiche Bayern, Sachsen, Hannover und Württemberg. Wolfram Siemann: „Kein Herrscher dieser deutschen Mittelstaaten war ungezwungen willig zu einem konstitutionellen Kompromiß auf der demokratischen Basis von 1848.“ Diese Mittelstaaten hatten erst unter Napoleon ihre Souveränität und Königswürde erhalten und wollten diese nun nicht aufgeben. Sie lähmten die Revolution ebenso wie die Ablehnung des Königs und die inneren Schwächen in der Gesellschaft. In Württemberg zwang ein drohender Aufstand den König zur Annahme am 25. April 1849.
Außer den 28 Staaten und Württemberg erkannte auch das Fürstentum Lippe-Detmold die Verfassung an. So zählt Simon Kempny dreißig Regierungen, die die Verfassung angenommen haben. Hinzu kamen die revolutionären provisorischen Landesregierungen in Sachsen (Dresdner Maiaufstand) und in der Pfalz.

## Quelle
- Siehe Ernst Rudolf Huber: Dokumente zur deutschen Verfassungsgeschichte. Band 1: Deutsche Verfassungsdokumente 1803-1850. 3. Auflage, W. Kohlhammer, Stuttgart u. a. 1978 (1961). Nr. 118. (Nr. 111). Die Note der Achtundzwanzig, S. 401/402.

## Belege
1. ↑  Helmut Jacobi: Die letzten Monate der provisorischen Zentralgewalt für Deutschland (März-Dezember 1849). Diss. Frankfurt am Main, o. O. 1956, S. 49/50.
2. ↑  Wolfram Siemann: 1848/49 in Deutschland und Europa. Ereignis, Bewältigung, Erinnerung. Schöningh, Paderborn u. a. 2006, S. 205.
3. ↑  Simon Kempny: Die Staatsfinanzierung nach der Paulskirchenverfassung.  Untersuchung des Finanz- und Steuerverfassungsrechts der Verfassung des deutschen Reiches vom 28. März 1849. Diss. Münster. Mohr Siebeck, Tübingen 2011, S. 23.